# Nguyễn Quốc Long
Nguyễn Quốc Long (sinh ngày 19 tháng 2 năm 1988) là một cầu thủ bóng đá người Việt Nam hiện đang thi đấu ở vị trí hậu vệ cho câu lạc bộ bóng đá Sài Gòn tại V-League 1.